# Thomas Hamel Grandpré
Pour les articles homonymes, voir Grandpré (homonymie).
Thomas Hamel Grandpré, né le 5 février 1705 à Granville et mort le 30 avril 1759 dans la même ville, est un corsaire français.

## Biographie

### Capitaine de morutier
Né de François Hamel Boisvert, capitaine de navire, et de Marie Le Roy, il  appartient, comme ses frères Clair-François Hamel Boisvert et Pierre Hamel, à une famille de morutiers corsaires. Orphelin de père très tôt, il est matelot à 17 ans sur Le Saint-François, lieutenant sur La Conception et Le Saint-Charles, et accède au grade de capitaine avant ses 30 ans, après ses campagnes au service du Roi. Depuis lors, il commande, à chaque campagne de pêche à la morue, des navires armés notamment par l’armateur granvillais Le Pestour de La Garande, comme L’Hirondelle.

### Corsaire
Entre 1738 et 1741, il assure sur La Françoise,, le transport de renforts du port de La Rochelle vers l’Isle Royale en prévision d’une attaque contre le Saint-Laurent. Lors de la guerre de succession d’Autriche, il commande Le Tourneur, un navire de 180 tonneaux et 24 canons encore armé par Pestour de La Garande, en courses au large de Terre-Neuve jusqu’en 1747. Il capture notamment en 1744 Le Madura et La Suzanne qu’il conduit à Louisbourg, et un navire de commerce anglais, Le Prince d’Orange ramené à Brest.

### Armateur
Comme beaucoup de capitaine granvillais, l’âge avançant, il fait construire en 1751 et arme Le Brillant, navire de 268 tonneaux, qu’il conduira lui-même lors de sa première traversée. Il confiera ensuite le commandement au futur ministre de la Marine Georges-René Pléville Le Pelley. C’est sur ce navire que ses fils François Duhamel Grandpré et Luc Hamel, issus de son mariage avec Marguerite Lucas le 21 mars 1730, embarqueront pour leurs premières années d’élèves officiers de vaisseau. Il est le grand-père de Luc Barthélémy Hamel, député de la Manche.

## Clair-François Hamel Boisvert
Clair-François Hamel Boisvert (1695 † 1750), son frère aîné, était également capitaine corsaire de Granville, en course sur Le Tourneur.
Il est cité dans un essai du néerlandais Frans van Lelyveld sur l’emploi de l’huile répandue en pleine mer pour apaiser l’impétuosité des flots, le premier essai scientifique qui traite de la Tension superficielle.